# E ritorno da te
"E ritorno da te" é uma canção gravada e interpretada pela cantora italiana Laura Pausini.
É o primeiro single lançado em 14 de setembro de 2001 que antecipa o lançamento de seu 6º álbum, a coletânea The Best of Laura Pausini: E ritorno da te.

## Informações da canção
A letra foi escrita por Laura Pausini e Cheope, e a música foi composta por Daniel Vuletic.
A canção possui uma versão em língua espanhola intitulada Volveré junto a ti, adaptada por Badia, inserida no álbum Lo Mejor de Laura Pausini: Volveré junto a ti e lançada como primeiro single na Espanha e na América Latina.

## Informações do vídeo
O videoclip de E ritorno da te foi lançado em duas versões: em italiano e em espanhol, e suas gravações foram efetuadas em 2001 na cidade de Los Angeles, sob a direção de Gabriele Muccino e foi transmitido pela primeira vez em 20 de setembro de 2001.
Em 2002, os videoclips de E ritorno da te e Volveré junto a ti, assim como o making of, foram inseridos no DVD Live 2001-2002 World Tour.

## Faixas
| CD single - Promo 2763 - Warner Music Itália (2001) 1. E ritorno da te CD single - Promo 3219 - Warner Music Itália (2001) 1. E ritorno da te CD single - Promo 0927475142 - Warner Music Itália (2001) 1. E ritorno da te 2. E ritorno da te (Instrumental) CD single - Promo 0927417672 - Warner Music Itália (2001) 1. E ritorno da te 2. E ritorno da te (Instrumental) CD single - Promo 2764 - Warner Music Espanha (2001) 1. Volveré junto a ti CD single - Promo 1428 - Warner Music México (2001) 1. Volveré junto a ti | CD single - Promo 1639 - Warner Music EUA (2001) 1. Volveré junto a ti 2. Volveré junto a ti (Brizz C. Mix) 3. Volveré junto a ti (Extended Mix) 4. E ritorno da te CD single 5050466136824 Warner Music Europa (2002) 1. E ritorno da te 2. Non c'è (2001 version) 3. Tra te e il mare CD single - 0927410922 Warner Music Europa (2002) 1. E ritorno da te 2. E ritorno da te (Instrumental) 3. Fíate de mi CD single - 5050466708625 Warner Music França (2003) 1. In assenza di te 2. E ritorno da te |

## Créditos
- Dado Parisini: teclados
- Riccardo Galardini: guitarra elétrica
- Massimo Varini: guitarra elétrica
- Gabriele Fersini: guitarra elétrica
- Giuseppe Pini: guitarra acústica
- Paolo Costa: baixo elétrico
- Pier Foschi: bateria

## Desempenho nas tabelas musicais
| Paradas (2001-2002)                       | Melhor posição |
| ----------------------------------------- | -------------- |
| Estados Unidos (Billboard Latin Pop Song) | 8              |
| Estados Unidos (Billboard Latin Song)     | 11             |
| França                                    | 38             |
| Itália                                    | 3              |
| Países Baixos                             | 20             |
| Suíça                                     | 47             |

## Informações adicionais
E ritorno da te foi inserida também em versão live no DVD Live 2001-2002 World Tour e nos álbuns ao vivo Live in Paris 05, San Siro 2007 e Laura Live World Tour 09.
Volveré junto a ti foi inserida também em versão live no DVD Live 2001-2002 World Tour e no álbum ao vivo Laura Live Gira Mundial 09.